# Jan Ramsauer
Jan Ramsauer (7 december 1975) is een Zwitsers voormalig veldrijder en wielrenner op zowel de weg als de baan. Ramsauer is drievoudig Zwitsers kampioen baanwielrennen op het onderdeel halve fond.

## Overwinningen
1999
- Porsche Pro Open

2001
- Cyclocross van Bützberg

2002
- GP de Lancy
- 2e etappe Flèche du Sud

2004
- Zwitsers kampioen halve fond, Elite
- Cyclocross van Bützberg

2005
- Zwitsers kampioen halve fond, Elite

2008
- Zwitsers kampioen halve fond, Elite

## Grote rondes
Geen